# Metro van Santo Domingo
De metro van Santo Domingo is een belangrijk middel van openbaar vervoer in de hoofdstad van de Dominicaanse Republiek, Santo Domingo de Guzmán. Begin 2009 opende de eerste lijn, nadat enkele maanden testritten werden uitgevoerd. Een tweede geheel ondergrondse lijn werd gebouwd tussen 2009 en 2013 en wordt nu door duizenden mensen gebruikt. De metro maakt deel uit van het National Master Plan, een programma ter verbetering van het vervoer in Santo Domingo de Guzmán en de rest van het land.

## Geschiedenis
President Leonel Fernández' regering beschouwde de metro als een project met hoge prioriteit. Hij zorgde mede dat de plannen aangenomen werden en legde symbolisch de eerste steen van de tweede metro in het Caribische gebied. De metro breidt het stedelijk openbaar vervoer uit, Santo Domingo's busnetwerk OMSA (Oficina Metropolitana de Servicios de Autobuses) had te lijden onder de talrijke verkeersopstoppingen in de hoofdstad.

## Techniek
Het Franse concern Alstom werd gecontracteerd voor de levering van de metrostellen. In totaal werden 19 Alstom-Metropolis 9000 treinen (57 bakken) geleverd vanuit België, Frankrijk en Spanje. De opdracht had een waarde van 92,5 miljoen euro. De eerste trein arriveerde per schip in januari uit Barcelona in de Dominicaanse Republiek. De treinen gebruiken een spoorwijdte van 1435 mm, zijn voorzien van airconditioning, camerabewaking en een reisinformatiesysteem. De capaciteit van een metrotrein is volgens de fabrikant 617 reizigers. Hoewel werd begonnen met drie bakken per trein, bestaat de mogelijkheid om later met meer gekoppelde rijtuigen te gaan rijden, bij toegenomen aantallen passagiers. De treinen worden gevoed via een bovenleiding.
Bij de bouw van de perrons is al rekening gehouden met treinen met een lengte van zes bakken. Van de 30 stations zijn er 24 ondergronds aangelegd, een op maaiveldniveau en vijf verhoogd.

## De tweede metrolijn
De eerste fase van de tweede metrolijn in Santo Domingo bereikt de eindfase. 85% van de 20 stations is voltooid, hiervan is nummer 14 bij de kruising Maximo Gomez en Kennedy het meest geavanceerd. President Leonel Fernandez heeft dit station in november 2011 geïnspecteerd.
Diandino Peña, directeur chief executive van het Kantoor Vervoer Hervorming (Opret) bracht een bezoek aan het station, dat de eerste en tweede metrolijn verbindt, aldus een geciteerde bron. Hoewel Opret-woordvoerder en adjunct-directeur Leonel Carrasco het niet heeft bevestigd.
Leonel Carrasco zei dat, ondanks het feit dat de begroting het werk aan het eerste deel van 13 kilometer vanaf Avenida Luperón naar de brug Francisco del Rosario Sanchez (La 17) heeft opgehouden, het hele traject van oost naar west uiteindelijk zal worden voltooid.
Hij voegde eraan toe dat beide lijnen naar verwachting dagelijks meer dan 250.000 reizigers gaan vervoeren, eraan toevoegend dat de eerste lijn al 103.000 reizigersbewegingen telt.

## Lijnen
| Nr. | Eindstations                      | Geopend | Lengte   | Stations |
| --- | --------------------------------- | ------- | -------- | -------- |
| 1   | Mama Tingo - Centro de los Héroes | 2009    | 14,5 km  | 16       |
| 2   | JFK / Luperon - Rosario Sánchez   | 2012    | 12,85 km | 14       |

## Galerij

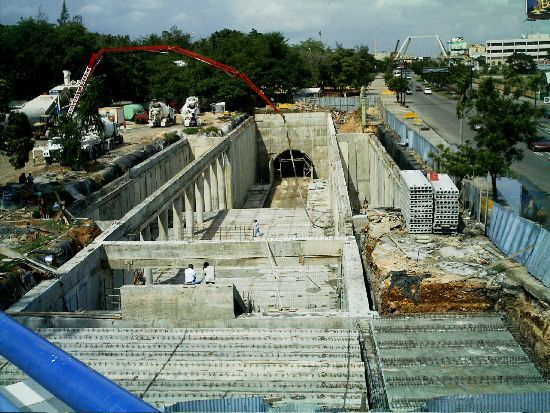
Bouw van metrostation
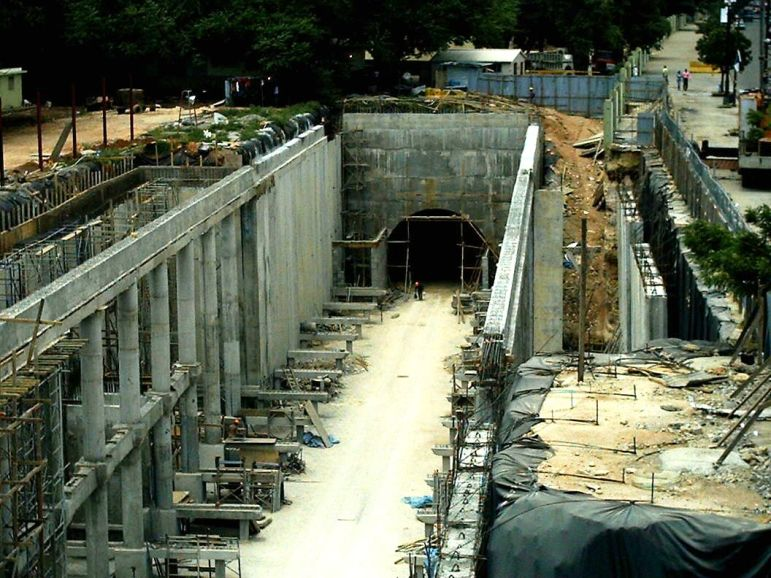